# Colibrí de gorja porpra
El colibrí de gorja porpra (Lampornis calolaemus) és una espècie d'ocell de la família dels troquílids (Trochilidae) que habita la selva humida i vegetació més oberta ds del sud de Nicaragua fins l'oest de Panamà.

Ha estat considerat coespecífic de Lampornis castaneoventris i Lampornis cinereicauda.